# 마틴 맥도나
마틴 맥도나(Martin McDonagh, 1970년 3월 26일 ~ )는 잉글랜드의 극작가, 영화 각본가, 영화 감독이다. 제75회 골든 글로브 시상식에서 영화 《쓰리 빌보드》를 통해 작품상과 각본상을 수상했다.

## 작품 목록

### 영화 감독
- 6연발 권총 (2004)
- 킬러들의 도시 (2008)
- 세븐 싸이코패스 (2012)
- 쓰리 빌보드 (2017)
- 이니셰린의 밴시 (2022)